# Richard Matz
Richard Matz, född januari 1920 i  Tyska Sankta Gertruds församling, Stockholm, död 6 september 1992 i Upplands Väsby, Eds församling, Stockholms län, var en svensk lärare, författare, samhällsdebattör och översättare. Han var son till Siegfried Matz.
Richard Matz avlade filosofie licentiatexamen 1962. Han var medlem i det intellektuella förbundet TOK (Tanke och känsla). Han är bland annat känd för sin kontroversiella översättning av Martin Heideggers Sein und Zeit (Varat och tiden). Han har också översatt Noam Chomsky, Ernst Jünger, Marshall McLuhan, Charles S. Peirce, Wilhelm Reich, Jean-Paul Sartre och Friedrich von Schelling.

## Samhällssyn
Som tänkare tenderade Matz att sätta sig emot tidevarvets ekonomiska och metafysiska utgångspunkter. Han var kritisk mot flera strömningar i det industriella samhället (vilket han kallade för "den nuvarande kärlekslösa framfarten").  Han var också skeptisk mot nyliberalismen och Sveriges utveckling under 1900-talet. Han ansåg att sekularisering till viss del hade lett samhället vilse.
Han menade bland annat att samhället måste resakraliseras, omtolkas och ombildas. Detta argumenterade han för genom att utforska det som han ansåg var samhällets religiösa metafysik. Genom att jämföra det sakrala med det sekulära påpekade han det som var en skillnad mellan angelägenheter och poänglösheter. Att frigöra sig från poänglösheten gör man genom meningsfullt och äkta inlevelse för livet, samt genom att sluta avgränsa det sakrala från övriga samhällssfärer.
Matz var också skeptisk mot ekonomisk tillväxt och framstegstron. Han kopplade tillväxten till samhällsideologin som gjorde allt "poänglöst". Han skrev att det var dagens intellektuellas huvuduppgift att lyfta fram värderingar eftersom de hade underordnats fakta, logik och ekonomi på grund av våra felaktiga vetenskapsmodeller. I samma anda förespråkade han ett ontologiskt förhållande till miljön där miljömedvetenheten grundas på idén att jorden har ett värde i sig.

## Utvald bibliografi
- 1971 Revolution är att mogna: ett antal hoppingivande reflektioner kring den rådande intellektuella talanglösheten
- 1975 Sams med Jorden: försök att i en vilsen värld återupprätta den väsentliga dialogen
- 1978 Sammanbrott och gryning: tankar om det politiska livets förfall och möjliga återupprättelse
- 1984 Skott och revor:  impulser till förnyelse av vår centrala orientering
- 1992 En god led för världen: sju uppsatser ägnade att pejla den dolda men kända desorienteringen och poänglösheten

### Utvalda översättningar
- 1969 Gutenberg-galaxen: den typografiska människans uppkomst av Marshall McLuhan. Pan/Norstedt, Stockholm.
- 1981 Eumeswil av Ernst Jünger. Cavefors förlag.
- 1981 Varat och tiden av Martin Heidegger. Doxa, Lund.
- 1984 Stigma: den avvikandes roll och identitet av Erving Goffman. Prisma. Akademilitteratur.